# Дослідницька премія Макса Планка
Дослі́дницька пре́мія Ма́кса Пла́нка (нім. Max-Planck-Forschungspreis) з 2018 року має назву Дослі́дницька пре́мія Ма́кса Пла́нка — Гу́мбольдта (нім. Max-Planck-Humboldt-Forschungspreis) — нагорода в галузі гуманітарних, природничих і технічних наук. Фінансується Федеральним міністерством освіти та наукових досліджень Німеччини. Присуджується спільним журі Товариства Макса Планка і Фонду Александра фон Гумбольдта. Ця премія надає можливість висококваліфікованим науковцям з різних країн займатися науковими проєктами у співпраці з німецькими науковцями. З 2018 року вона присуджується в іншій формі як Дослідницька премія Макса Планка — Гумбольдта за «видатні наукові досягнення багатообіцяючих дослідників з-за кордону». Паралельно іншим науковцям також вручають медалі Макса Планка — Гумбольдта, що забезпечуються меншим фінансуванням.
Нагорода присуджується з 1990 року. Спочатку нею відзначали щороку по декілька десятків науковців з галузей: наука про життя/медицина, хімія, фізика/астрономія/наука про Землю, гуманітарні науки, інженерія, математика/інформатика. Кількість лауреатів згодом зменшилась і з 2004 до 2016 року присуджувались по 2 премії щороку, а з 2018 року — по одній. Розмір винагороди у 2004 році становив 750 000 євро, що виділялись на період від трьох до п'яти років. Станом на 2024 рік нагорода, яка фінансується Федеральним міністерством освіти та досліджень, становить 1,5 мільйона євро на період у 5 років. Вона має на меті дати можливість німецьким університетам і науковим організаціям залучати чудових дослідників з-за кордону не пізніше ніж через 15 років після здобуття ними докторського ступеня для реалізації інноваційних та творчих дослідницьких проєктів у Німеччині. Переможець нагороди та німецька приймаюча установа користуються максимально можливою свободою та гнучкістю у формуванні рамкових умов. Крім того, переможець отримує персональну винагороду в розмірі 80  000 євро як визнання його чи її здобутків на сьогоднішній день.
Наукова галузь для якої призначається премія змінюється щороку. Серед нагороджених є 6 лауреатів Нобелівської премії.
У рейтингу міжнародних наукових нагород від IREG (International Ranking Expert Group) премія Макса Планка входить до топ-5 нагород у міждисциплінарних галузях знань (перед нею — премії Кіото, Японії, Альберта Ейнштейна і Міжнародна премія короля Фейсала).

## Лауреати премії
Дослідницька премія Макса Планка
- 1990: Джон Барг[en], Анатолій Маркович Жаботинський[en] та ще 32 науковці
- 1991: Колін Луїс Мастерс[en], Роберт Франц Шмідт[en], Карстен Данцман[de], Джейс Гаф[en], Дітер Нолен, Джефф Чигер та ще 49 науковців.
- 1992: Геза Альфельді[en], Гюнтер Блобель, Роберт Вайнберг[en], Рольф Кемлер, Джанні Ваттімо[en], Вольфганг Вельш, Юліус Весс[en], Деніел Клеппнер[en], Віктор Клі[en], Девід Кокс[en], Ендель Ліппмаа[en], Стенлі Прузінер, Ахім Ріхтер, Барбара Парті[en] та ще 58 науковців.
- 1993: Джоел Лебовіц, Маршалл Гетч[en], Клаус Мюллен[en] та ще 50 науковців.
- 1994: Шмуель Ейзенштадт[en], Манфред Корфманн[en], Пауль Крутцен, Маріо Моліна, Манфред Ейген та ще 52 науковці.
- 1995: Томас Вейланд[en], Адіті Лахірі[en] та ще 9 науковців.
- 1996: Ян Ассман, Жан-П’єр Демайлі[en] та ще 10 науковців
- 1997: Стівен Бесквіт, Філіпп Беррін[en] та ще 10 науковців
- 1998: Ральф Стейнман, Стівен Манн[en] та ще 10 науковців
- 1999: Фред Гейдж[en], Пітер Галісон[en] та ще 10 науковців
- 2000: Вольфганг Баумейстер[en], Джеррольд Марсден[en] та ще 10 науковців
- 2001: Олександр Варшавський[en], Жерар Можен[en], Фелікс Отто[en] та ще 9 науковців.
- 2002: Памела Бйоркман, Володимир Фортов та ще 10 науковців
- 2003: Юрген Клаус Генніґ, Вольфганг Люк[en] та ще 10 науковців
- 2004: Юджин Маєрс[en], Мартін Вінгрон[en]
- 2005: Крістофер Каріллі[de], Крістоф Веттеріх[en]
- 2006: Горст Бредекемп[en], Аліна Пейн[en]
- 2007: Реймонд Долан[en], Ганст-Крістіан Папе[de]
- 2008: Петер Фрацль[en], Роберт Ленджер
- 2009: Алейда Ассман, Карл Галінскі[en]
- 2010: Тімоті Бромадж[de], Майкл Томаселло[en]
- 2011: Себастьян Трун, Бернгард Шелькопф[en]
- 2012: Катаріна Пістор[de], Мартін Геллвіґ[en]
- 2013: Крістофер Філд[en], Маркус Райхштайн[de]
- 2014: Роберт Шулькопф[en], Йорг Врахтруп[en]
- 2015: Ганс Йоас[en], Браян Тернер[en]
- 2016: Бонні Басслер, Мартін Вікельскі[de]
- 2017: не присуджувалась

Дослідницька премія Макса Планка — Гумбольта
- 2018: Кетрін Гейманс[en]
- 2019: Уфук Акчігіт (англ. Ufuk Akcigit)
- 2020: Роберто Бонасіо (англ. Roberto Bonasio)
- 2021: Пабло Харільо-Ерреро
- 2022: Маргарет Робертс[ru]
- 2023: Ротем Сорек (англ. Rotem Sorek)
- 2024: Джорджі Вільямсон[en][4].